# Найкраще Айзека Азімова
«Найкраще Айзека Азімова» (англ. The Best of Isaac Asimov) — збірка науково-фантастичних оповідань американського письменника Айзека Азімова, опублікувана в 1973 році видавництвом «Sphere Books».

## Зміст
| Назва                   | назва              | рік  | тема      |
| ----------------------- | ------------------ | ---- | --------- |
| В полоні у Вести        | Marooned off Vesta | 1939 |           |
| Прихід ночі             | Nightfall          | 1941 |           |
| С-шлюз                  | C-Chute            | 1951 |           |
| Марсіанський шлях       | The Martian Way    | 1952 |           |
| Глибини                 | The Deep           | 1952 |           |
| Як їм було весело       | The Fun They Had   | 1951 |           |
| Останнє запитання       | The Last Question  | 1956 | Мультивак |
| Мертве минуле           | The Dead Past      | 1956 | Мультивак |
| Смертна ніч             | The Dying Night    | 1956 |           |
| Річниця                 | Anniversary        | 1959 | Мультивак |
| Більярдна куля          | The Billiard Ball  | 1967 |           |
| Дзеркальне відображення | Mirror Image       | 1972 | роботи    |